# Sitaniec
Sitaniec (prononciation [ɕiˈtaɲet͡s]) est un village de la gmina de Zamość, du powiat de Zamość, dans la voïvodie de Lublin, situé dans l'est de la Pologne.
Il se situe à environ 4 kilomètres au nord de Zamość (siège de la gmina et du powiat) et 73 kilomètres au sud-est de Lublin (capitale de la voïvodie).
Sa population s'élevait approximativement à 1 600 habitants en 2006.

## Administration
De 1975 à 1998, le village est attaché administrativement à l'ancienne voïvodie de Zamość.

Depuis 1999, il fait partie de la nouvelle voïvodie de Lublin.